# Rugdecolleté
Een rugdecolleté, open rug of blote rug is een lage halsuitsnijding aan de achterkant van een kledingstuk, waardoor een deel van de rug ontbloot wordt of de onderliggende kledinglaag zichtbaar is. Er bestaan verschillende stijlen, zoals een diepe V-hals op de rug, een halsuitsnijding met rechte hoeken of een uitsnijding op de rug terwijl de hals van het kledingstuk intact blijft. In damesmode is een rugdecolleté een vaak voorkomend element van avondjurken, zomerse topjes en badpakken. In de Westerse herenmode is een rugdecolleté daarentegen hoogst uitzonderlijk.
Aan de voorkant is er bij een rugdecolleté sprake van een halsuitsnijding in halterneck-stijl. Halternektopjes, of jurken met een halternek, zijn met een enkel bandje rond de hals vastgemaakt, zodat de rug deels onbedekt kan blijven.

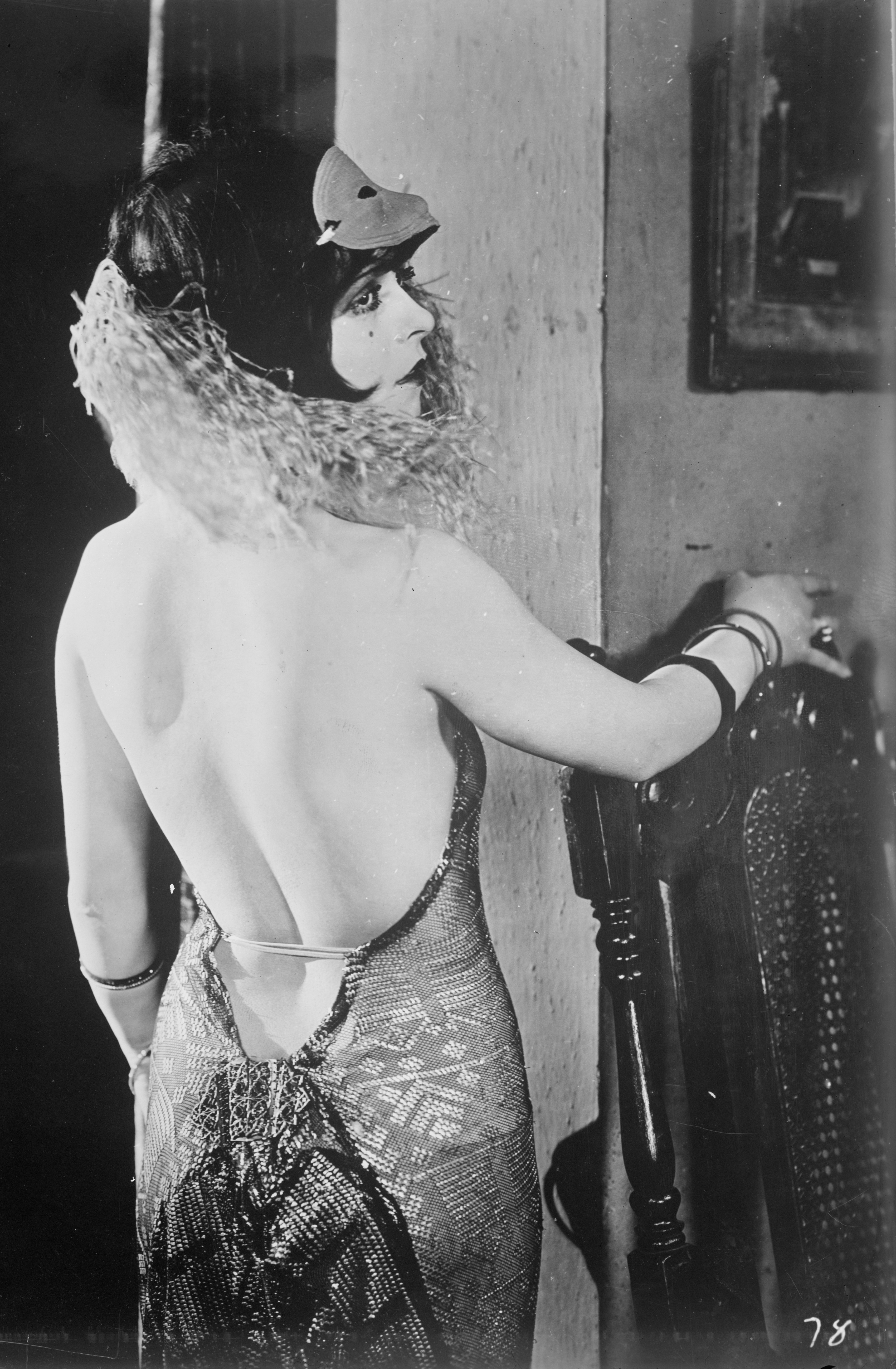
Clara Bow in een jurk met rugdecolleté in de jaren 20
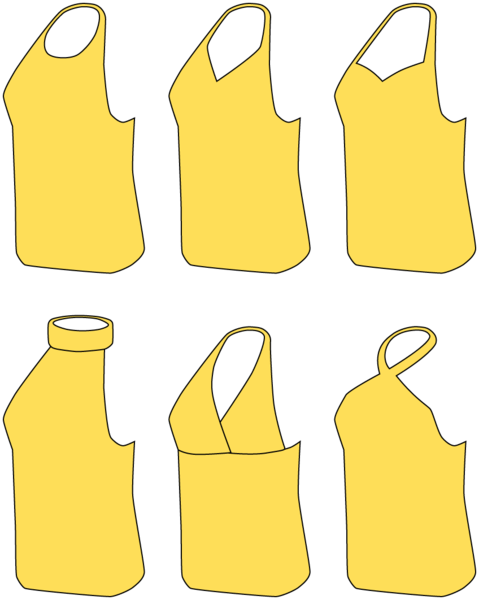
Verschillende stijlen halternektopjes